# Я буду ждать…
«Я буду ждать…» — советская телевизионная мелодрама, снятая режиссёром Виктором Живолубом в 1979 году по заказу Государственного комитета СССР по телевидению и радиовещанию.

## Сюжет
У самоуверенного и красивого студента института иностранных языков Никиты успешная жизнь: до диплома остался год, он побеждает на всех соревнованиях по дзюдо, у него есть любимая девушка Маша, с которой они собираются пожениться после диплома. Однажды он увязывается на улице за красивой женщиной, старше себя возрастом, и влюбляется в неё с первого взгляда. Вечером того же дня он обнаруживает в своём доме гостей: к отцу Никиты зашёл его школьный друг Павел вместе со своей спутницей Анной, которая и оказывается той самой женщиной, которую Никита встретил днём. Никита сразу же даёт понять Анне, что она ему очень нравится. Отношения Анны и Павла переживают определённый застой. Павла устраивает неторопливый ритм их с Анной отношений: у них гостевой брак. Анна желает укрепить отношения, и прямо высказывается Павлу о том, что хочет за него замуж, но Павел не торопится менять свою жизнь. Никита начинает ухаживать за Анной: приглашает её посмотреть соревнования, где будет выступать, после победы провожает до дома. Встречает в подъезде, звонит по телефону, оставляет розы на коврике у двери квартиры. Анна демонстрирует неприступность, но Никита обещает ждать.
Однажды отец зовёт Никиту к телефону: звонит Анна. Никита приходит к ней домой, Анна готова уступить его пылким притязаниям. Никита, будучи ещё на пороге квартиры, прервав объятия и поцелуи, звонит домой и, опережая события, сообщает о том, что сегодня будет ночевать в гостях. Этим Никита всё портит: возмущённая Анна выгоняет его. Дома у Никиты происходит разговор с отцом, который высказывает ему сомнения: отцу Анна нравится как человек, но он не представляет сына рядом с женщиной своего друга. Кроме того, он считает, что Никита поступил нехорошо, начав ухаживать за Анной во время кризиса в её личной жизни. Тем не менее, отношения Никиты и Анны налаживаются. Никита съезжает из семьи на съёмную квартиру и они с Анной начинают жить вместе. По привычке Никита ещё заходит время от времени домой к Маше, но та уже давно догадалась о переменах в жизни своего возлюбленного, и они объясняются с Никитой насчёт Анны. Отец Никиты по-прежнему убеждён, что Никита и Анна не должны быть вместе. Однажды он просит сына порвать с Анной первым, убеждая его, что если он этого не сделает, то однажды случится вещь намного худшая: Анна сама рано или поздно бросит Никиту, так как не любит его, но пережить это Никите будет намного сложнее, чем если он сам оставит её. Никита не слушает отца и убеждён в своём грядущем большом счастье с Анной. Павел встречается с Анной и между ними происходит разговор. Павел глубоко раскаивается в своём пренебрежительном отношении к чувствам Анны, клянётся ей в любви и просит выйти за него замуж. Анна делает выбор в пользу давних и проверенных отношений: она звонит Никите и говорит, что не придёт. На этом их отношения заканчиваются.
Спортивные достижения Никиты идут на спад: он проигрывает все спарринги, заявляя тренеру, что у него болит сердце. Медицинское обследование показывает, что с сердцем всё в порядке, и врачу становится понятно, что эта боль совсем другой природы. Никита находит в себе силы и побеждает на очередных соревнованиях по дзюдо. После победы он заходит к Маше, у них происходит выяснение отношений, в ходе которого по-прежнему сильно влюблённый в Анну Никита просит Машу объяснить ему, почему всё получилось именно так, как получилось. Отвергнутый всеми, он, так ничего и не поняв, уходит от Маши по листве осеннего парка.

## В ролях
| Актёр                | Роль                                           |
| -------------------- | ---------------------------------------------- |
| Николай Ерёменко-мл. | Никита Воронов студент, мастер спорта по дзюдо |
| Анна Твеленёва       | Анна художник-модельер                         |
| Ирина Шевчук         | Маша невеста Никиты, художница                 |
| Константин Степанков | Алексей Воронов отец Никиты                    |
| Николай Пеньков      | Павел Ста́ров школьный друг Алексея, хирург     |
| Рита Гладунко        | Наталья Константиновна мама Маши               |
| Наталья Гицерот      | бабушка Никиты                                 |
| Юрий Каморный        | Петрович тренер по дзюдо                       |

## Съёмочная группа
| Автор сценария:       | Анатолий Степанов |
| Режиссёр-постановщик: | Виктор Живолуб    |
| Главный оператор:     | Николай Гайл      |
| Художник-постановщик: | Вячеслав Панфилов |

Песня «Gentle on My Mind» (в СССР была выпущена фирмой «Мелодия» под названием «Беззаботный») в исполнении Элвиса Пресли звучит в начальных и завершающих сценах фильма.
Съёмки фильма проходили в городе Киеве.

## Отсылки к другим художественным произведениям
«Любите ли вы Брамса? — спросила меня однажды Франсуаза Саган», — эту фразу произносит Никита, придя в начале фильма домой к Маше, которая в тот момент слушала классическую музыку. Фраза является отсылкой к роману «Любите ли вы Брамса?» французской писательницы Франсуазы Саган. Сюжет фильма и романа схожи: в их основу положены отношения молодого человека и женщины старше по возрасту, возникшие на фоне неудовлетворённости женщины своей личной жизнью. По мотивам романа во Франции в 1961 году был снят художественный фильм «Любите ли вы Брамса?», сюжет которого также перекликается с сюжетом фильма «Я буду ждать…».